# Toxoderidae
Los toxodéridos (Toxoderidae) son una familia del orden Mantodea (mantis).

## Subdivisiones
Clasificación según Ehrmann (2002):
- Aethalochroaini
  - Aethalochroa
  - Belomantis
- Toxoderini
  - Cheddikulama
  - Oestomantis
  - Paratoxodera
  - Pareuthyphlebs
  - Toxodera
  - Toxoderella
  - Toxomantis
- Toxoderopsini
  - Calamothespis
  - Dorymantis
  - Euthyphleps
  - Loxomantis
  - Toxoderopsis